# Кориліс жовтогорлий
Кори́ліс жовтогорлий (Loriculus pusillus) — вид папугоподібних птахів родини Psittaculidae. Ендемік Індонезії.

## Поширення і екологія
Жовтогорлі кориліси мешкають на Яві та на Балі. Вони живуть у вологих рівнинних і гірських тропічних лісах та на болотах. Зустрічаються на висоті до 1850 м над рівнем моря. 

## Збереження
МСОП класифікує стан збереження цього виду як близький до загрозливого. Жовтогорлим корилісам загрожує знищення природного середовища.